# Astarté
Pour les articles homonymes, voir Astarté (homonymie).
Astarté (du grec Ἀστάρτη / Astártê) est une déesse connue dans tout le Proche-Orient, de l'âge du bronze à l'Antiquité, présentant un caractère belliqueux. Athtart (‘ṯtrt, ‘Aṯtart ou ‘Athtart) à Ougarit, Shaushka ou Shaushga chez les Hourrites, Ashtart (‘shtrt) en langue punico-phénicienne, Ashtoret ou Ashtarot (עשתרת) en hébreu, elle est l'équivalent quasi identique de la déesse mésopotamienne Ishtar (pour les Babyloniens) ou Inanna (pour les Sumériens). Elle fut implantée dans la mythologie égyptienne sous les Ramessides. À califourchon sur son cheval, elle accompagne et protège le souverain. Elle devient la fille de Rê ou de Ptah, et est une des compagnes de Seth.
Elle semble avoir comme descendance Aphrodite en Grèce, Turan en Étrurie et Vénus à Rome sous le nom officiel de Vénus Erycine.
Elle est Tanit, chez les Carthaginois.
Elle a servi de base au démon Astaroth (ce nom est d'ailleurs le pluriel d'Astarte en hébreu (voir article)).
Tanit est une déesse d'origine cananéenne de la fertilité, présidant aux naissances et à la croissance. Elle était la déesse tutélaire de la ville de Sarepta et son culte prit de l'ampleur à Carthage où elle était nommée Oum.
Le papyrus d'Astarté (papyrus fragmentaire) semble laisser entendre qu'Astarté est celle qui contrecarre les demandes exorbitantes de tribut que Yam (la Mer divinisée) demande aux autres dieux.

## Culte
Astarté est une divinité sidérale constamment associée à Baal. Penê-Baal (face de Baal), Selem-Baal (Salambô, « image de Baal ») sont des épithètes qui lui sont souvent données, et ces épithètes deviennent à leur tour de véritables noms propres.
Élément féminin du couple suprême qu'elle forme avec Baal, celle-ci assume des fonctions variées : protectrice du souverain et de sa dynastie, elle protège également les marins, mais son culte est, comme pour la plupart des divinités féminines primordiales de l'antiquité (et de la proto-histoire), lié à la fertilité et à la fécondité.
Étant à la fois Vénus et la Lune, elle est considérée tour à tour comme une déesse vierge et une déesse mère. De là, dans son culte, des cérémonies et des actes symboliques. On retrouve dans le culte d'Aphrodite les principaux traits de celui d'Astarté. Il est même probable que le nom d'Aphrodite (« Astoret », « Aphtoret », « Aphrodite ») et celui d'Amphitrite (Amphtoret) ne soient que des altérations du nom d'Astarté.
Palé-Paphos (l'ancienne Paphos) est bâtie selon la légende vers le Xe siècle avant notre ère par le Phénicien Cinyras, le père de Myrrha, ou par les Syriens, selon d'autres. Les fondateurs y élevèrent, en l'honneur d'Astarté/Aphrodite, un temple connu dans tout l'Orient à l'époque d'Homère, la déesse Astarté y était adorée primitivement, sous la forme d'une pierre noire.

## Littérature
Dans Zadig ou la destinée, de Voltaire, Astarté est une femme, ancienne reine de Babylone réduite à l'esclavage, qui retrouve son premier et seul amour : Zadig.
Dans Les Lettres persanes de Montesquieu, au sein d'un apologue sous la forme d'un récit enchâssé (lettre 67, d'Ibben à Usbek) elle apparaît comme la sœur et l'amante du Guèbre Asphéridon, convertie de force à l'Islam, mariée à un eunuque, elle s'échappe avec l'aide de son frère et après maintes péripéties, ils se retrouvent à Smyrne où ils coulent une vie maritale heureuse.
Dans Les Chansons de Bilitis de Pierre Louÿs, Bilitis invoque Astarté en la portant aux nues, dans l'Hymne à Astarté.
Dans Soleil et Chair de Rimbaud, Astarté est citée comme immortelle Déesse.
Dans L'Homme qui rit de Victor Hugo, l'auteur décrit la duchesse Josiane comme étant « une Astarté possible dans une Diane réelle » (deuxième partie, premier livre, troisième chapitre).
Astarté est le sous-titre de Monsieur de Phocas de Jean Lorrain, elle incarne le regard introuvable qui meut le protagoniste.
Dans la Bible (1Rois 11:5) le roi Salomon a été poussé par l'une de ses nombreuses femmes à adorer Astarté, mentionnée comme « déesse des Sidoniens ».

## Hommage
Astarté est l'une des 1 038 femmes dont le nom figure sur le socle de l'œuvre contemporaine The Dinner Party de Judy Chicago. Elle y est associée à la déesse Ishtar, troisième convive de l'aile I de la table.
Une rue de Carthage porte son nom.